# Adelina Sotnikovová
Adelina Dmitrijevna Sotnikovová (Аделина Дмитриевна Сотникова; * 1. července 1996) je bývalá ruská krasobruslařka, olympijská vítězka ze Soči.
Od sedmi let byla členkou klubu CSKA Moskva, svůj talent potvrdila v roce 2008, když ve věku pouhých dvanácti let vyhrála ruský seniorský šampionát (prvenství obhájila v letech 2011, 2012 a 2014). V roce 2011 vyhrála mistrovství světa juniorů v krasobruslení v korejském Kangnungu, v prosinci téhož roku vyhrála v Záhřebu svůj první seniorský mezinárodní závod Golden Spin. V lednu 2012 vybojovala stříbro na olympiádě mládeže v Innsbrucku (vyhrála její krajanka Jelizaveta Tuktamyševová). Na mistrovství Evropy v krasobruslení skončila dvakrát druhá: v roce 2013 za Carolinou Kostnerovou, v roce 2014 za Julií Lipnickou. Největšího úspěchu dosáhla na olympiádě 2014, kde se v domácím prostředí stala historicky první ruskou vítězkou v kategorii žen. Po krátkém programu byla druhá za Korejkou Kim Ju-na, ale za volnou jízdu obdržela 149,95 bodu (o 22 více, než bylo její dosavadní životní maximum) a navzdory papírovým předpokladům celkově zvítězila. Verdikt rozhodčích se stal předmětem diskusí (viz Krasobruslení na Zimních olympijských hrách 2014 – ženy#Kontroverze): poukazovalo se na neobjektivitu rozhodčích, ti vysvětlovali, že Sotnikovová sice nepředvedla lepší skoky než její soupeřky, dostala však bonusové body za to, že obtížné prvky zařadila na závěr programu. Na mistrovství světa v krasobruslení 2014 Sotnikovová nestartovala. Pro zranění kotníku se zatím nepředstavila ani v jednom závodě sezony 2014/15. V sezóně 2015/2016 se zúčastnila několika závodů, od té doby již nesoutěžila. Kariéru ukončila 1. března 2020.